# Kálvária-kápolna (Miskolc)
A miskolci Kálvária-kápolna az Avas oldalában, a Herman Ottó Múzeum képtára mögötti dombon áll, a domboldalban a még megmaradt stációk is láthatók.

## Története
Máriássy Gábor egri kanonok miskolci papi működésének emlékére határozta el kálvária építését. Ehhez 1857-ben az Avason, a Tűzköves dűlőben vásárolt egy jókora telket. A terület a mindszenti plébánia közelsége, a kedvező rálátás és az onnan való szép kilátás miatt is alkalmas volt a kálvária építésére. A romantikus neogót stílusú terveket Rudolf Antal készítette. 1858-ban kialakították az utakat, 1860-ban kezdődött az építkezés. A kőműves munkálatok mestere Kobek József (de kövesdi kőfaragók is közreműködtek), az ácsmester Szabó István volt. A kálvária stációinak domborműveit nagy valószínűséggel Dahlström (Dallstrőm) József, svéd származású miskolci kőfaragó művész készítette. 1862-ben fedték be a kápolnát korompai rézlemezzel. A domb alsó felén kerítés és kapu készült, a stáció domborművek a felvezető szerpentin mentén kialakított fülkeépítményekben kaptak helyet (Jézus az olajfák hegyén, Jézus elárulása, Jézus megostorozása, Jézus tövissel való megkoronázása, Jézus Pilátus előtt, Jézus a keresztet hordozza). A fülkék míves vasrácsa Bársony János helyi mester művei. Az altemplommal épült kápolna 1864-re készült el, ekkor szentelte fel Bartakovics Béla egri érsek – összekapcsolva a Mindszenti templom tornyainak alapkőletételével. A kápolna méretei szerények, hajója 4 méter széles és 5 méter hosszú, keresztboltozattal fedett. Ablakai színes, ónfoglalatú betétekkel rendelkeztek, a padló anyaga vörös márványból volt, a padokat Megele János, helyi asztalosmester, a faoltárt a Saandhas testvérek készítették. A kálvária körzete hamar a miskolciak kedvelt pihenőhelyévé vált, ezért a szemközti laposon kialakították a Népkertet, és a két pihenő területet összekapcsolták.
Az 1950-es évek elején a domb aljába építették az akkori állampárt szocreál székházát, amely ma már a Herman Ottó Múzeum központjának ad helyet. Az építkezés során megsemmisült a kerítés, elbontottak egy stációt, és megszűnt a természetes kapcsolat a Népkerttel (a mai Görgey út is ekkor kapta meg új nyomvonalát), és természetesen megszűnt a ki- és rálátás is. A környék lassan lepusztult, az utak tönkrementek, a terület elgazosodott, a megmaradt stációk közül is ledöntöttek egyet, ma már csak négyet lehet látni. Az 1990-es évek elején tervezték a terület rehabilitációját, még a dokumentációja is elkészült, de komolyabb beavatkozás nem történt, bár az egyház újjáépítette a kápolna tornyát, készült egy oldallépcső, a liget felső részén, a kápolna előtt pedig kaput alakítottak ki.

## Források

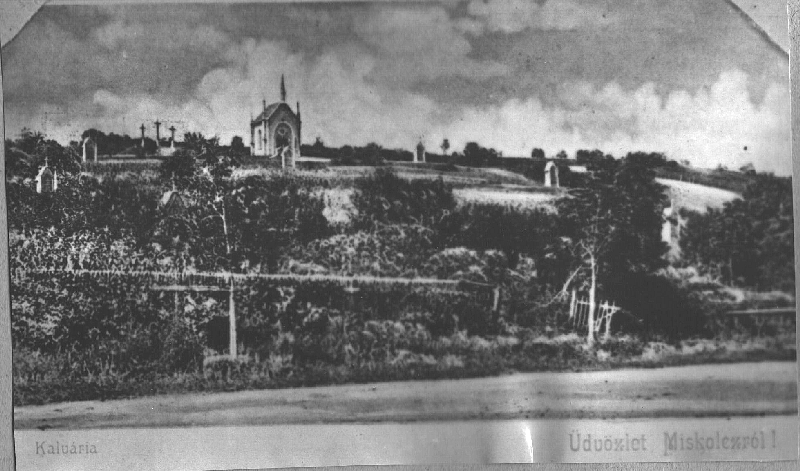
A Kálvária-domb régi képeslapon
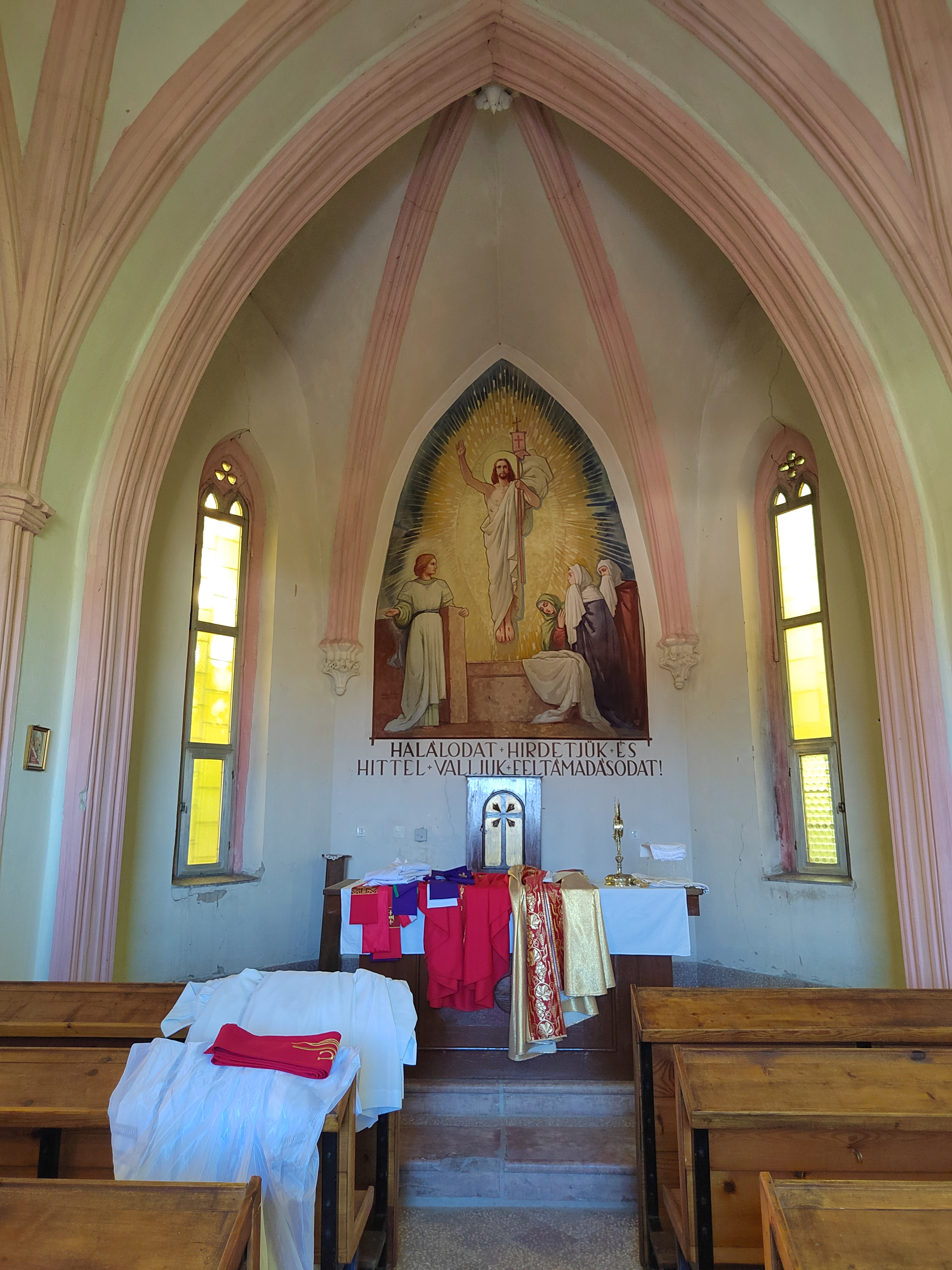
A kápolna belseje
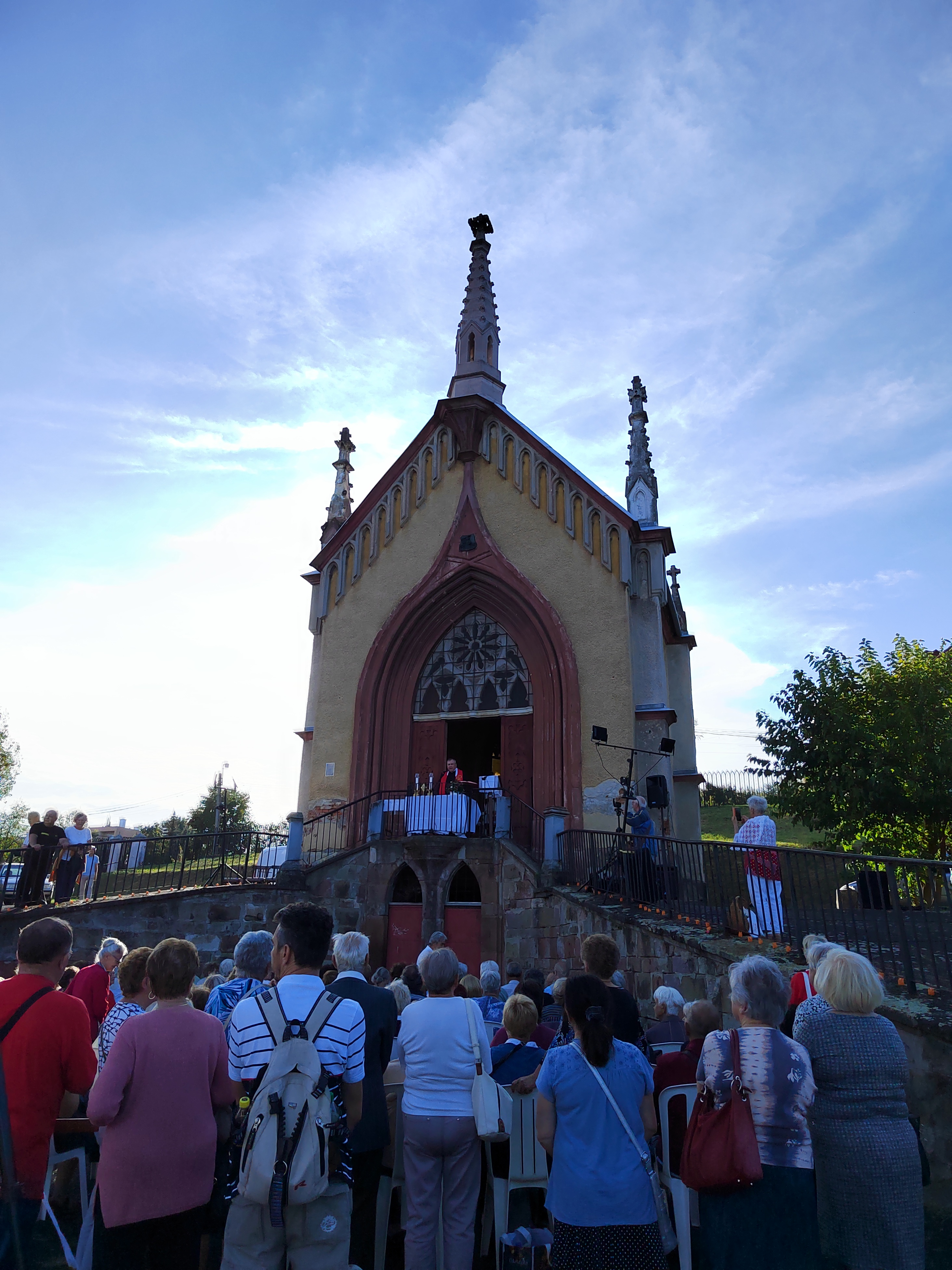
Szabadtéri mise (Ars Sacra Fesztivál)
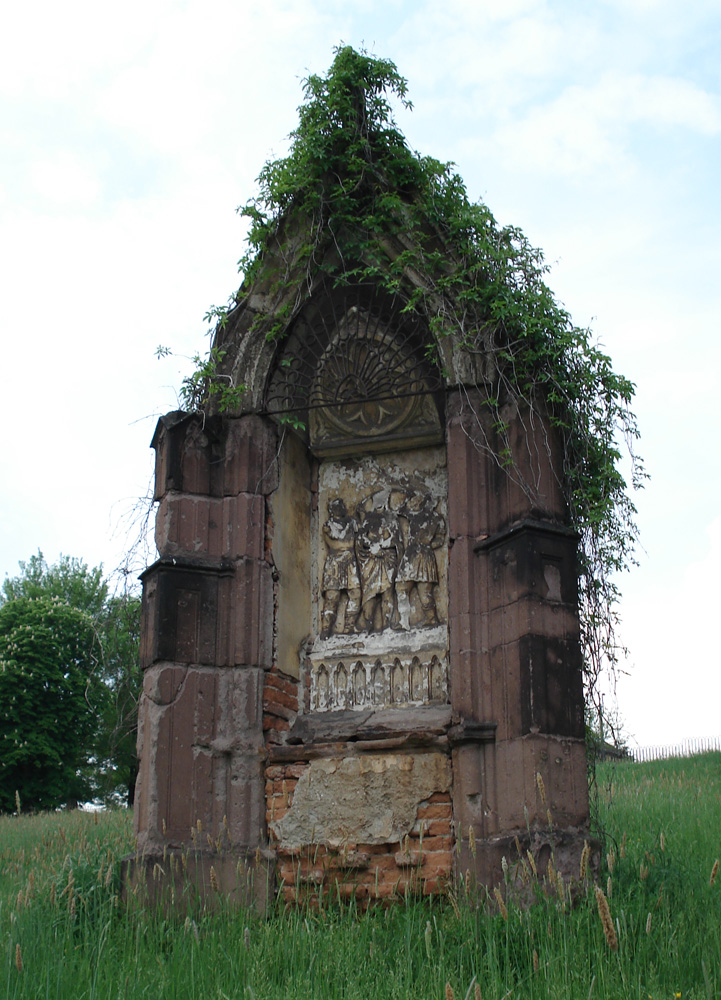
Egy kálváriastáció
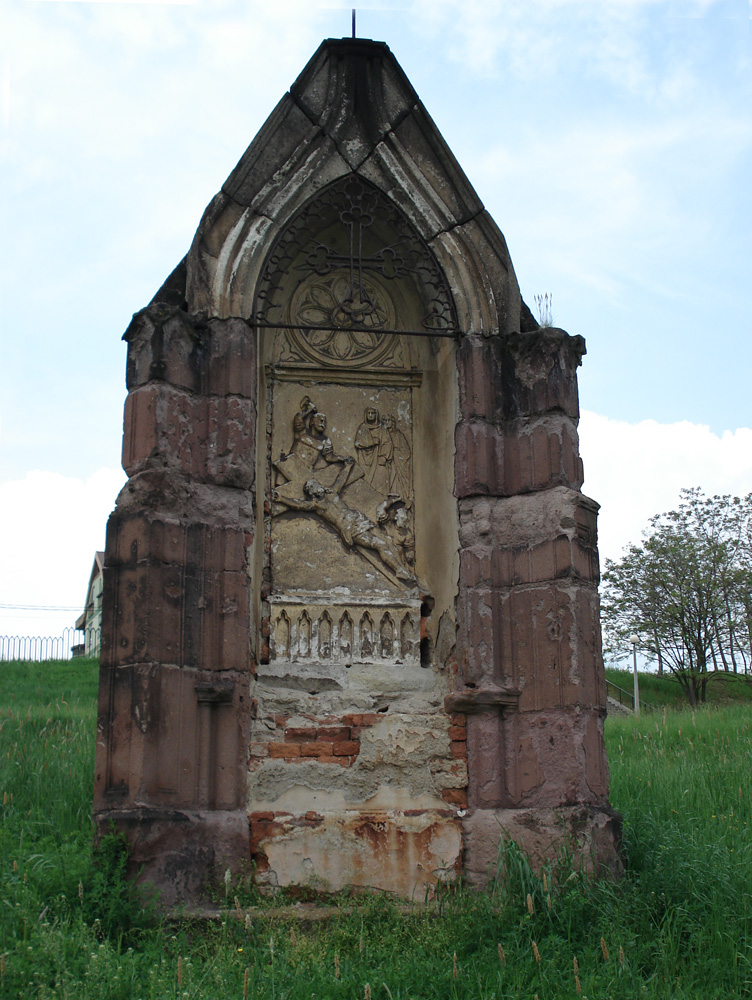
Kálváriastáció
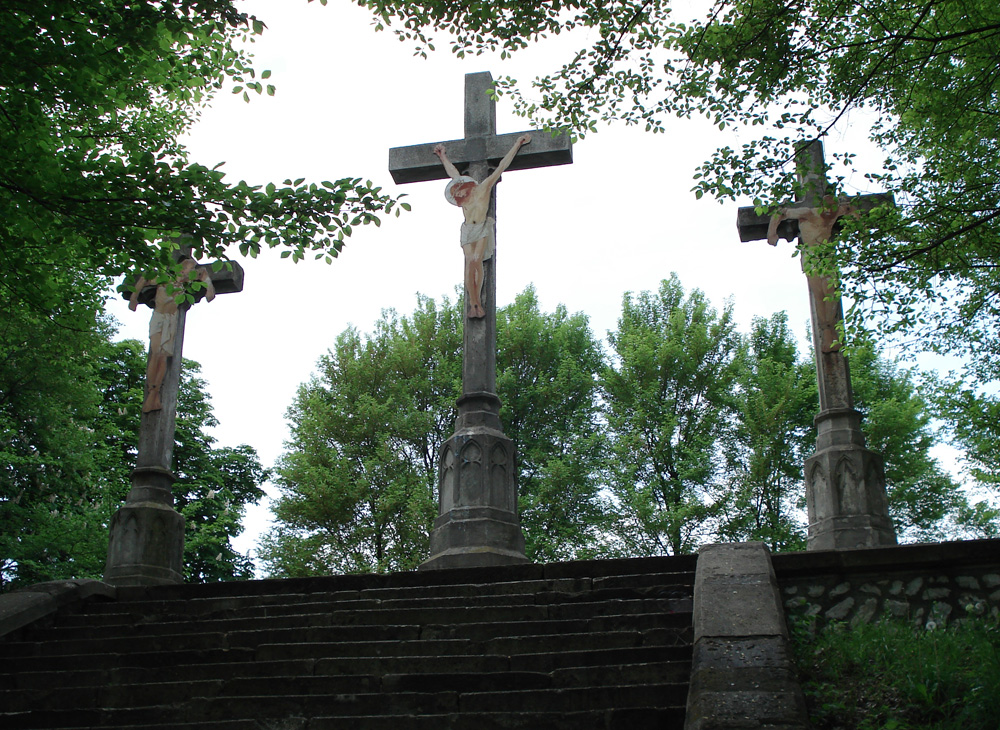
Golgota-csoport a kápolna mellett